# Ana Luiza Santos de Andrade

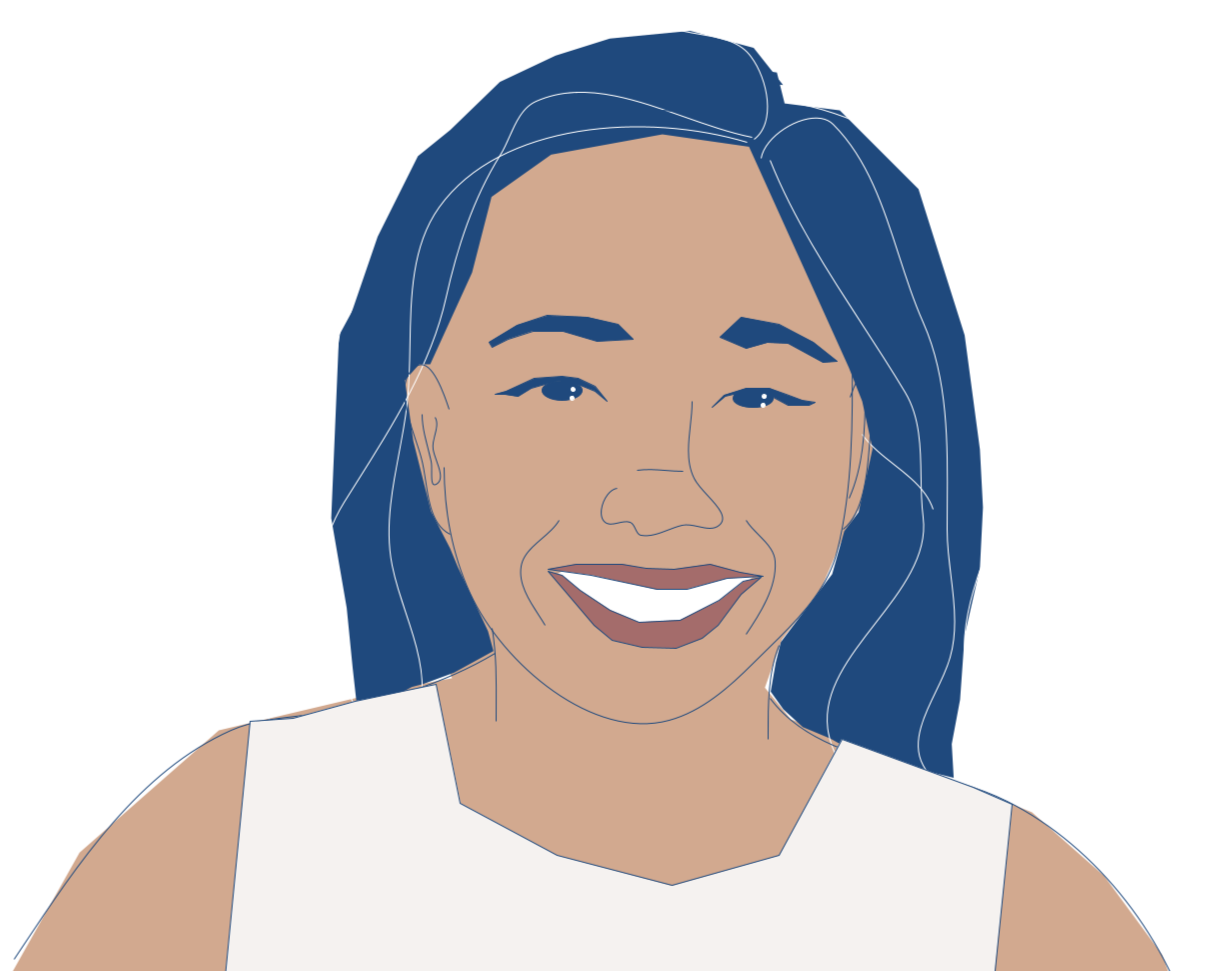

Ana Luiza Santos de Andrade, brasileira, 18 anos, é estudante e jogadora de futebol. 
Ana começou a jogar futebol aos 4 anos de idade, e desde então deseja que meninas e meninos tenham as mesmas condições para poder jogar o esporte que escolherem.
No ano de 2017, a jogadora teve seu nome incluído na lista da BBC das 100 mulheres de destaque no mundo, com apenas 12 anos.